# Onitis phartopus
Onitis phartopus är en skalbaggsart som beskrevs av Lansberge 1875. Onitis phartopus ingår i släktet Onitis och familjen bladhorningar. Inga underarter finns listade i Catalogue of Life.